# Домпу (округ)
До́мпу (індонез. Dompu) — один з 8 округів у складі провінції Західна Південно-Східна Нуса у складі Індонезії. Розташована у східній частині острова Сумбава. Адміністративний центр — селище Балі у районі Домпу.
Населення — 223678 осіб (2012; 221184 в 2011, 218973 в 2010, 217479 в 2009, 213185 в 2008).

## Адміністративний поділ
До складу округу входять 8 районів, 9 селищ та 67 сіл:
| Райони     | Населення, осіб (2010) | Населення, осіб (2012) | Центр    | Селища | Села |
| ---------- | ---------------------- | ---------------------- | -------- | ------ | ---- |
| Воджа      | 51704                  | 52815                  | Сімпасаї | 2      | 11   |
| Домпу      | 49854                  | 50924                  | Балі     | 7      | 8    |
| Кемпо      | 18185                  | 18576                  | Кемпо    | 0      | 7    |
| Кіло       | 11971                  | 12228                  | Мбуджу   | 0      | 6    |
| Манггалева | 27777                  | 28374                  | Соріуту  | 0      | 11   |
| Паджо      | 12545                  | 12814                  | Рангго   | 0      | 5    |
| Пекат      | 30887                  | 31552                  | Пекат    | 0      | 12   |
| Ху'у       | 16050                  | 16395                  | Хуу      | 0      | 7    |

## Найбільші населені пункти
| Населений пункт | Населення, осіб (2010) |
| --------------- | ---------------------- |
| Сімпасаї        | 7 690                  |
| Кандаї-Дуа      | 7 340                  |
| Рангго          | 5 952                  |
| Монтабару       | 5 540                  |
| Бада            | 5 354                  |
| Соро            | 5 289                  |
| Оо              | 5 243                  |
| Пекат           | 5 129                  |
| Балі            | 5 038                  |
| Бакаджая        | 4 642                  |